# Sistema Universidade Aberta do Sistema Único de Saúde
O Sistema Universidade Aberta do Sistema Único de Saúde ou Universidade Aberta do SUS (UNA-SUS) é um grupo de programas destinados à capacitação e educação permanente dos trabalhadores do SUS criado em 2010 pelo Ministério da Saúde do Brasil. A coordenação do sistema é realizada pela Secretaria de Gestão do Trabalho e da Educação na Saúde (SGTES/MS) e pela Fundação Osvaldo Cruz (FIOCRUZ). Os elementos que compõem o UNA-SUS são: Rede UNA-SUS, Acervo de Recursos Educacionais em Saúde (ARES) e Plataforma Arouca. Cerca de 35 instituições de ensino superior compõem a Rede UNA-SUS e oferecem mais de 370 cursos de ensino à distância gratuitos. O ARES é considerado o maior acervo digital em saúde da América Latina e a Plataforma Arouca é onde são concentrados os cursos ofertados, dentre outros dados.